# Château de Heidelberg
Le château de Heidelberg (Heidelberger Schloss en allemand) est un château situé sur un coteau surplombant la ville de Heidelberg dans le Bade-Wurtemberg dans le sud-ouest de l'Allemagne. Sa construction date du XIIIe siècle. Sa façade principale est orientée vers le nord. Inséré entre deux collines, il contrôlait la vallée du Neckar, au centre de laquelle s'est construite la ville de Heidelberg.

## Histoire du château

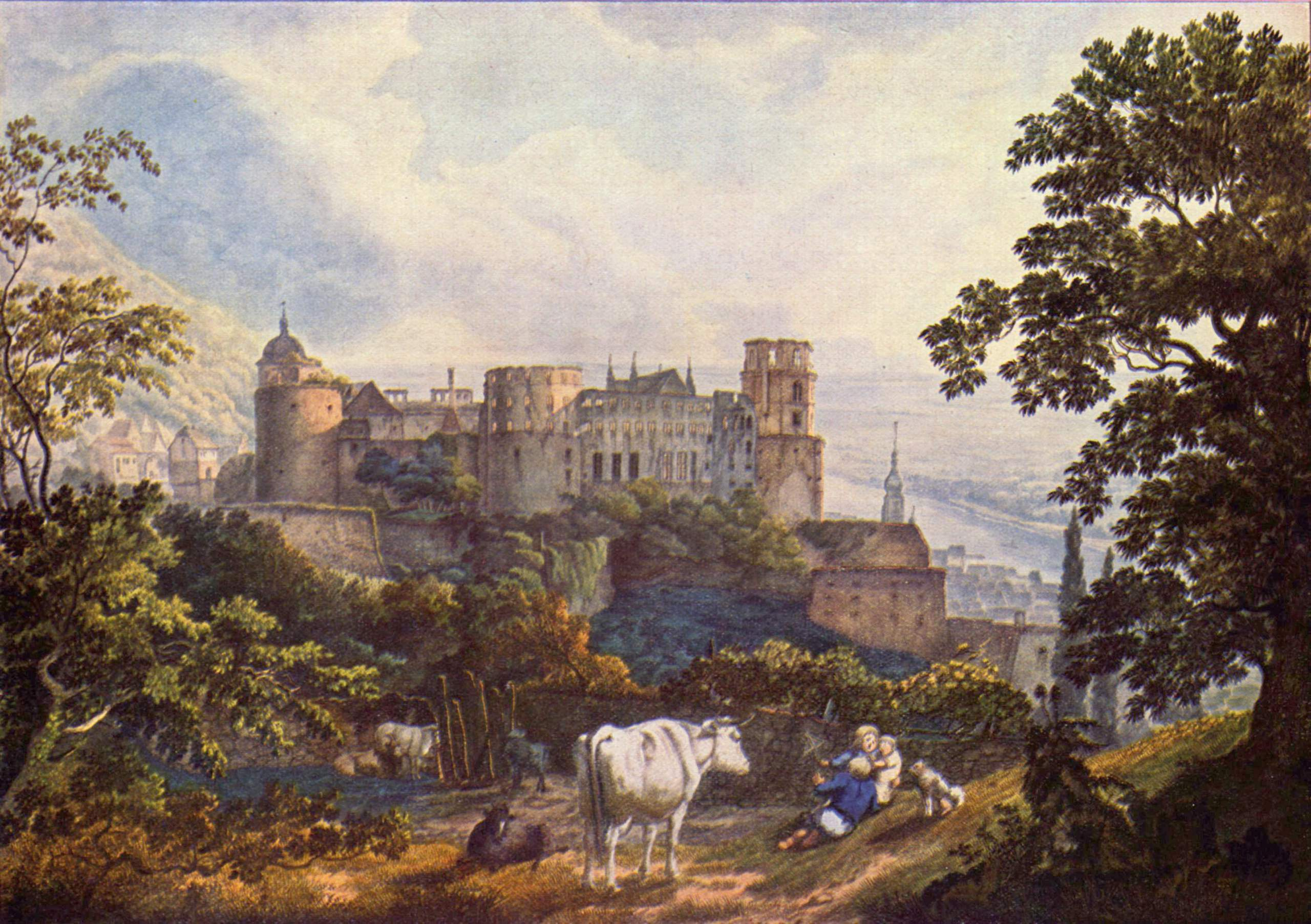
Peinture du Château de Heidelberg en 1810.

Édifié entre 1294 et 1303, le château fut la résidence des électeurs palatins.
Pendant la guerre Bade-Palatinat de 1461 à 1463, l'électeur palatin Frédéric Ier fait conduire ses prisonniers en son château de Heidelberg et les met aux fers jusqu'au règlement de leur rançon.
Le 27 mai 1652 y naquit Élisabeth-Charlotte de Bavière, fille de l'électeur Charles-Louis. La plus célèbre des "princesses palatines" fut mariée à Philippe d'Orléans, frère du roi Louis XIV  et fut la mère du Régent, ainsi que de la duchesse-régente de Lorraine et de Bar. Elle laissa une importante correspondance destinée, notamment, à sa tante, l'électrice de Hanovre et à sa fille, la duchesse de Lorraine, où elle commente, condamne ou se moque des mœurs de la cour, des intrigues de l'entourage de son mari et des violences commises dans son pays natal par les troupes Françaises.
Le Palatinat fut mis à sac et le château fut bombardé deux fois par les forces françaises du général de Mélac au cours de la guerre de la Ligue d'Augsbourg, en 1689 et 1693. Il ne fut ensuite jamais complètement reconstruit, les électeurs préférant leur résidence de Mannheim.
Ses ruines devinrent au XIXe siècle l'emblème du romantisme et les dernières restaurations furent largement l'œuvre d'un aristocrate français émigré, Charles de Graimberg, qui persuada au début du XIXe siècle, le grand-duc Léopold Ier de Bade à qui avaient échu les districts ouest du Palatinat, de faire réparer une partie des corps de bâtiment.

## Architecture
Ce qui subsiste de l'édifice comporte quelques éléments de style gothique, comme la chapelle, son orgue ainsi que l'autel. Le reste du château, aux pignons décoratifs, avec des motifs inspirés de l'Antiquité, est de style Renaissance.

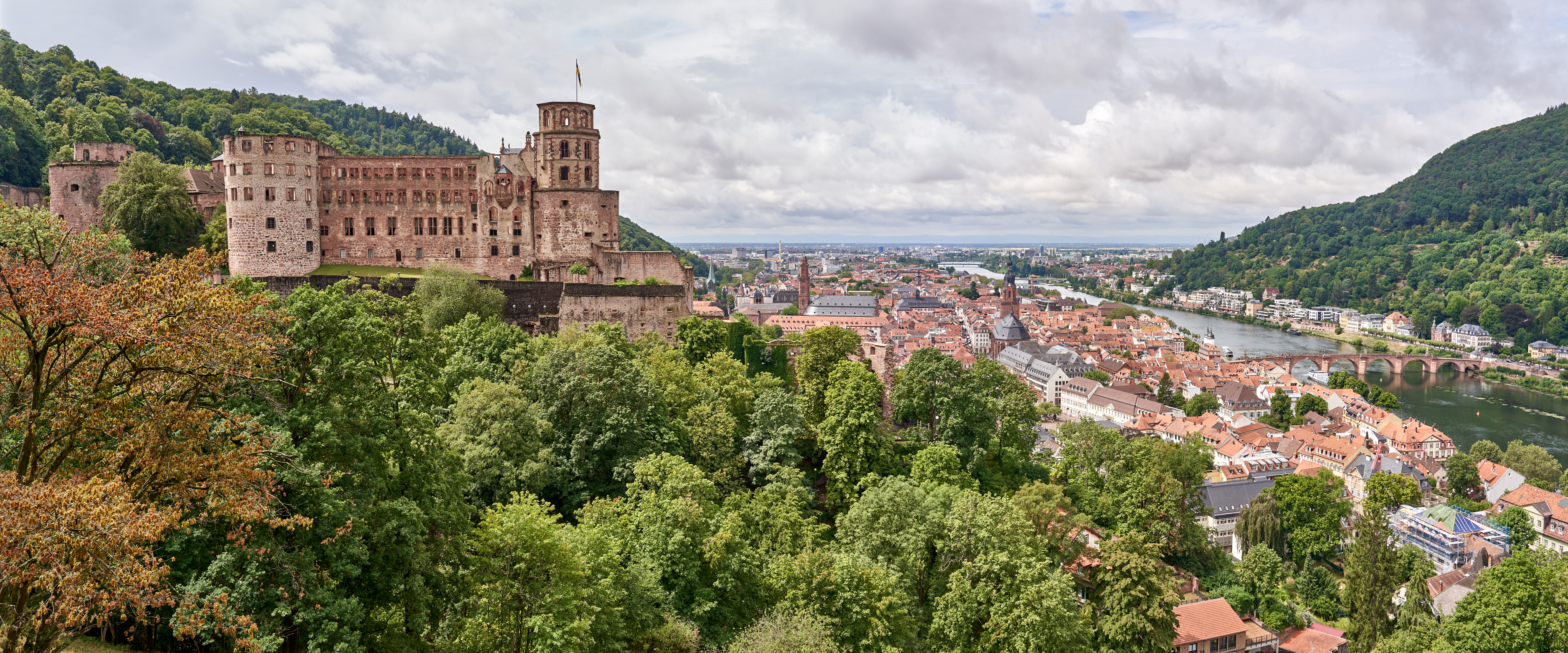
Château vu des jardins palatins.
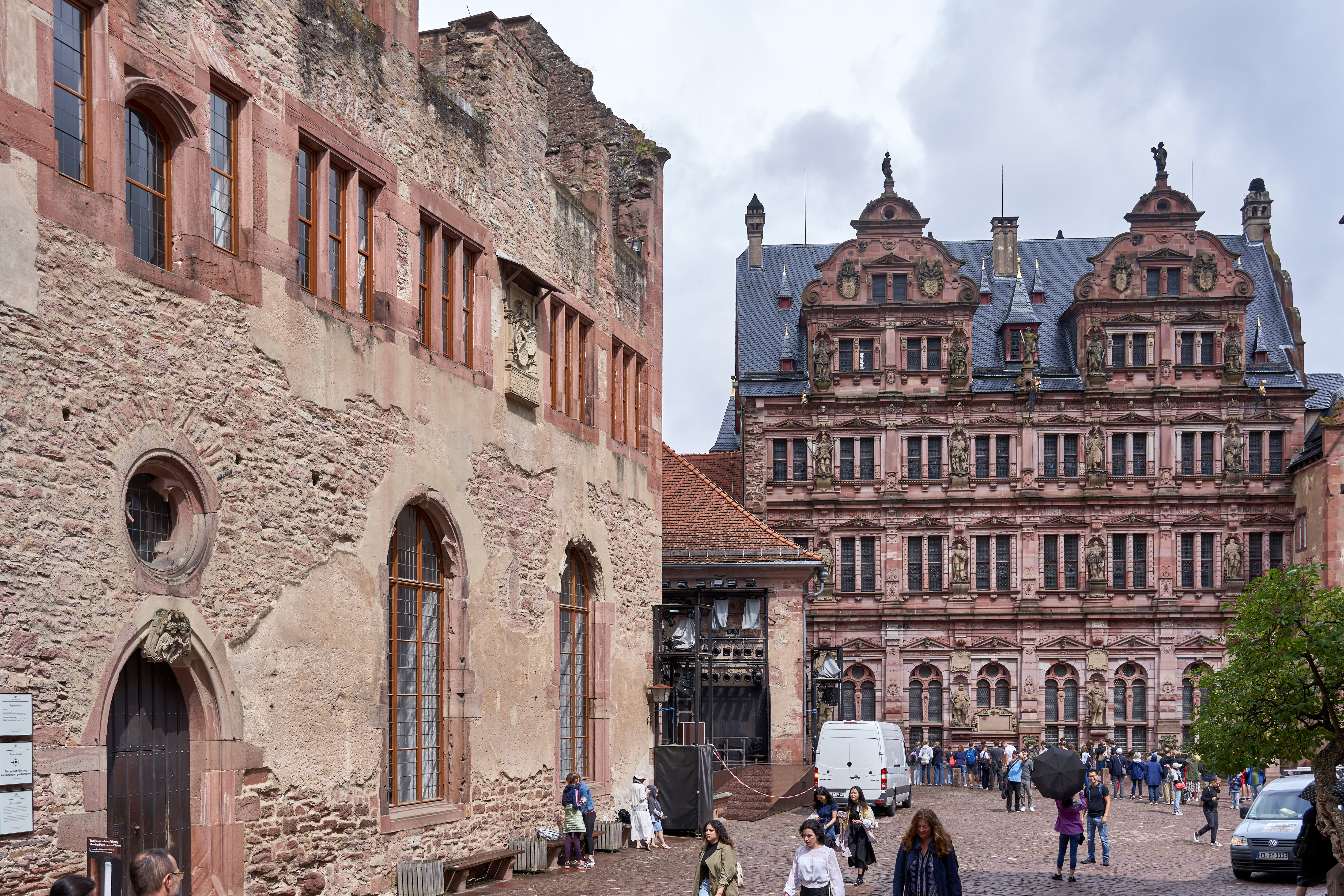
Cour principale.
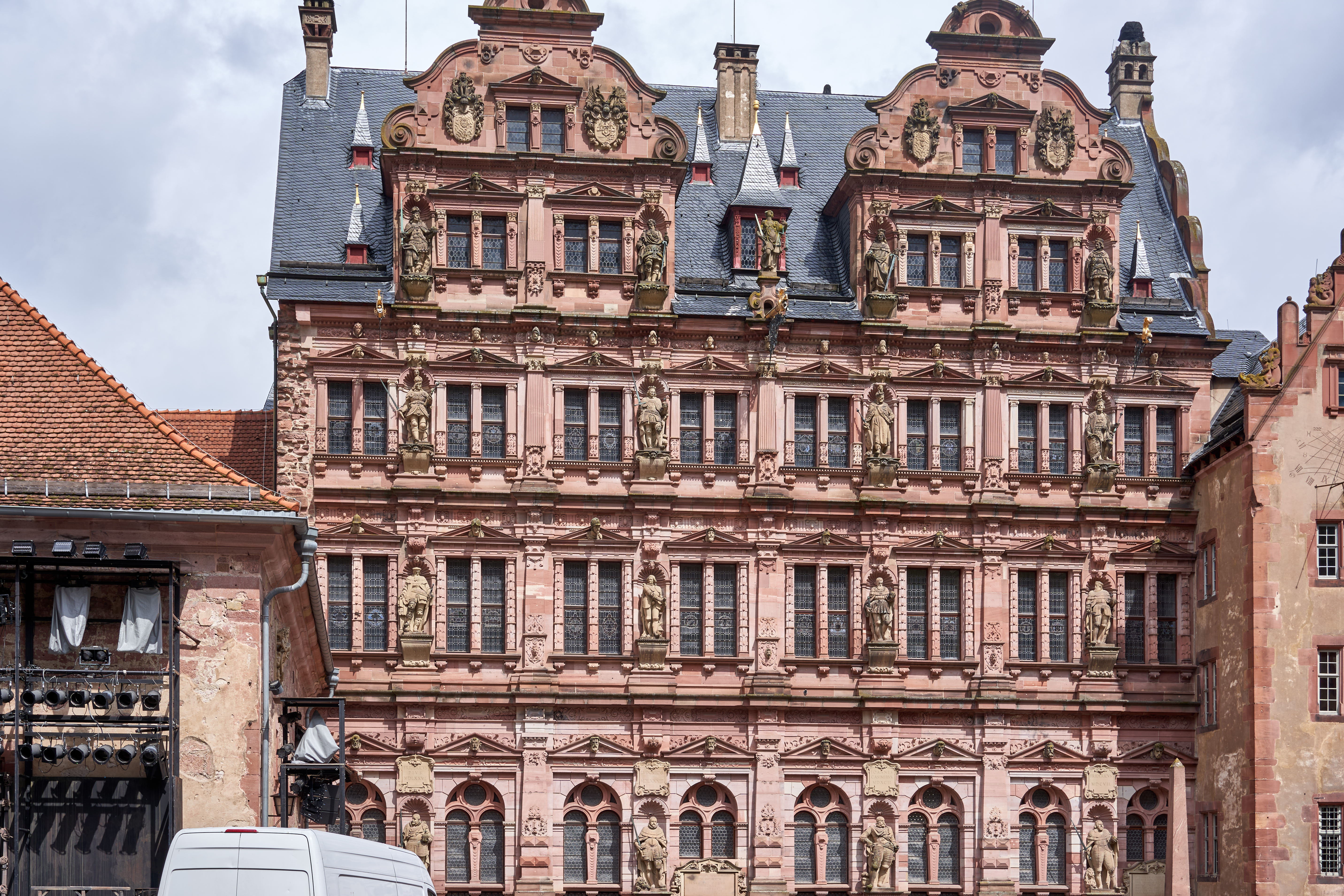
Façade dans la cour principale.
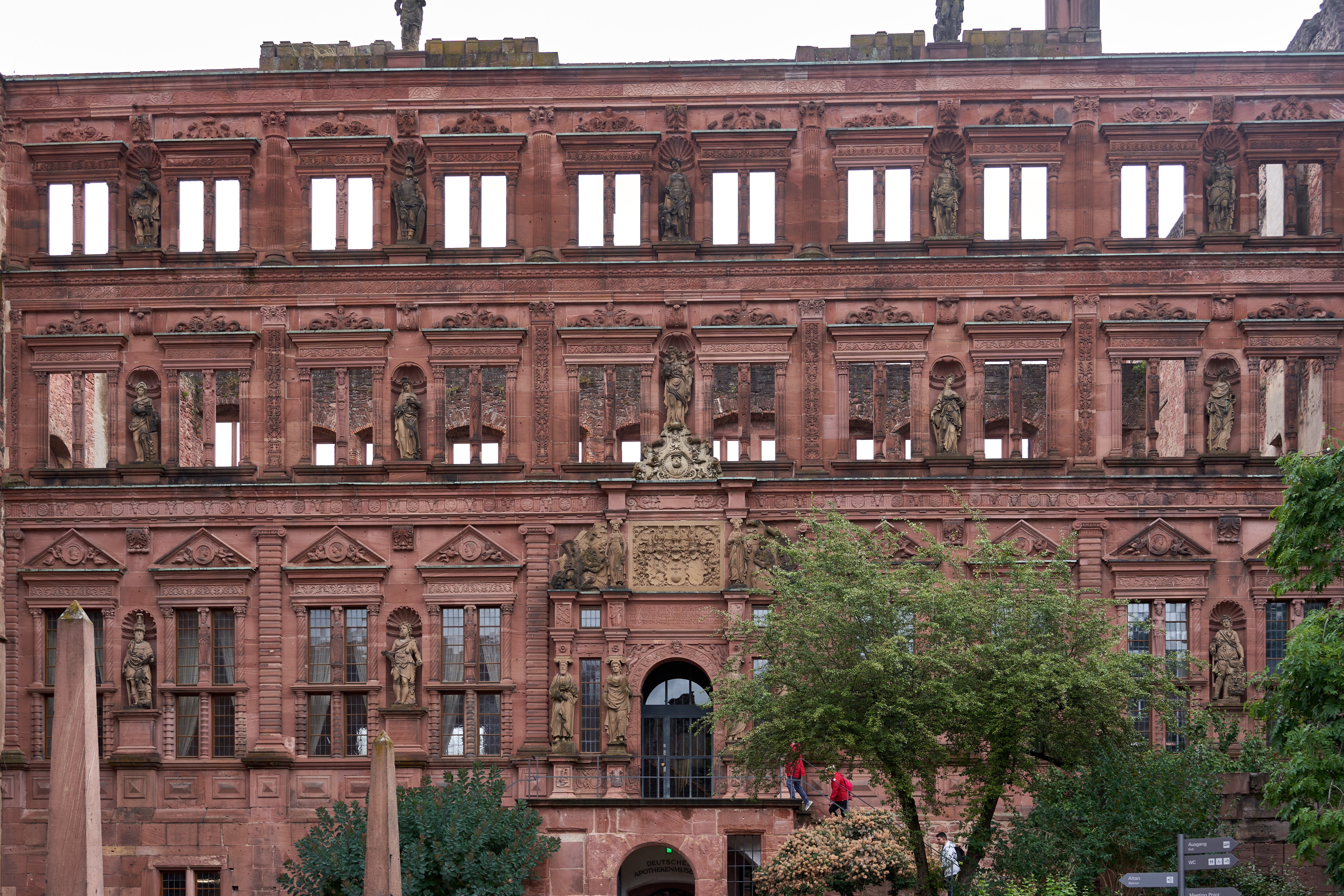
Autre façade.

## Les jardins palatins
Aménagés en terrasse à flanc de coteau entre 1619 et 1620 au prix de gigantesques travaux de remblai, les jardins palatins formaient un ensemble typique de la période baroque, avec des grottes et des fontaines à écoulement intermittent, qui nécessitèrent de leur concepteur, Salomon de Caus, des trésors de science hydraulique. La cour de Palatinat se plaisait à considérer ces jardins comme la huitième Merveille du monde. La description des jardins fut publiée par de Caus dans son traité intitulé « Hortus Palatinus » (1621). L'architecte-ingénieur itinérant vécut assez longtemps pour apprendre la destruction de son chef-d'œuvre lors de la guerre de Trente Ans (1630) : il ne subsiste aujourd'hui que les terrasses inférieures, situées au même niveau que l'entrée principale du château.
On trouve, dans ces jardins, un buste de Goethe, par David d'Angers, offert par la France à Heidelberg et un médaillon du poète allemand Joseph Victor von Scheffel.

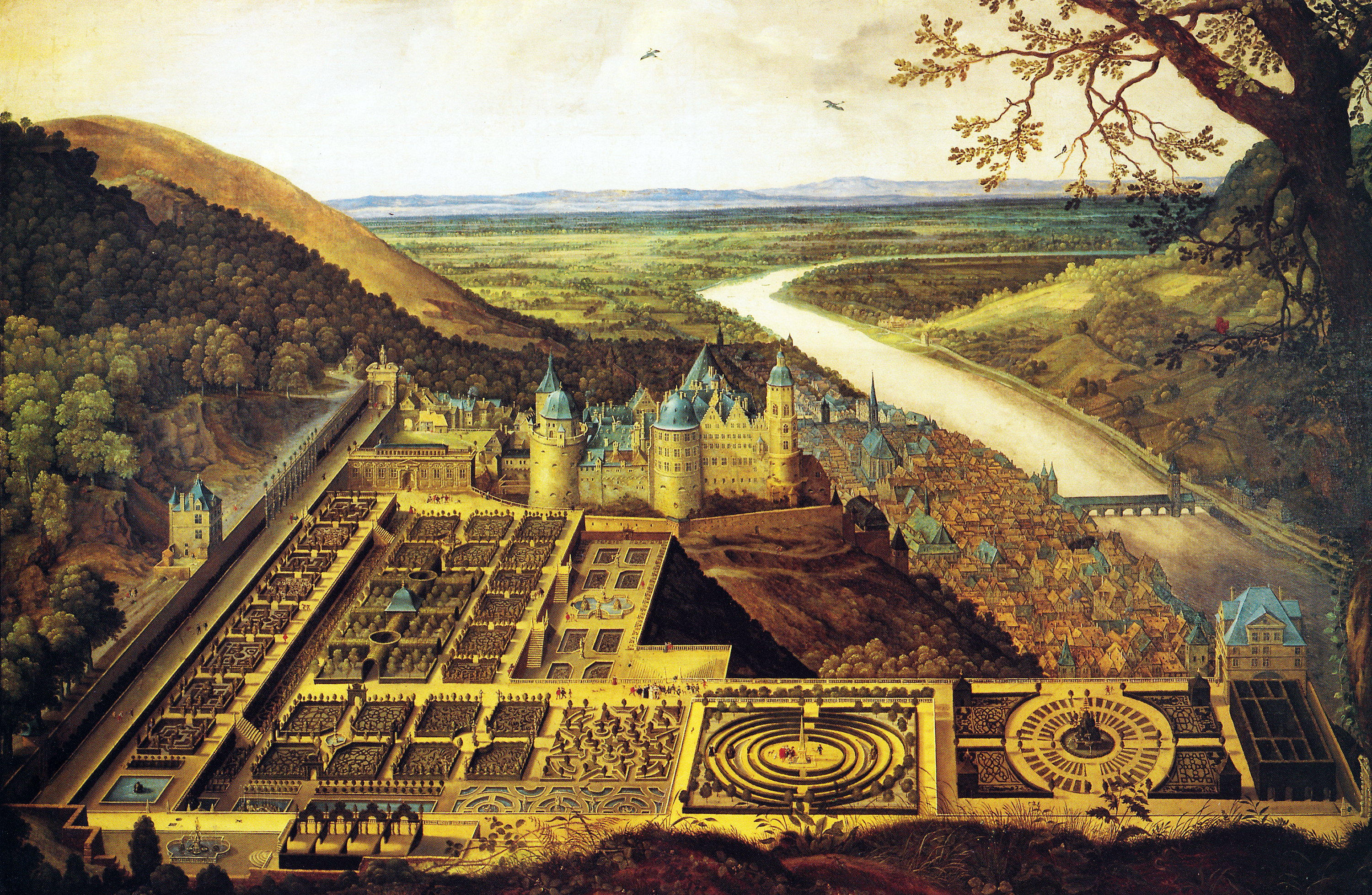
En 1620 par Jacques Fouquières
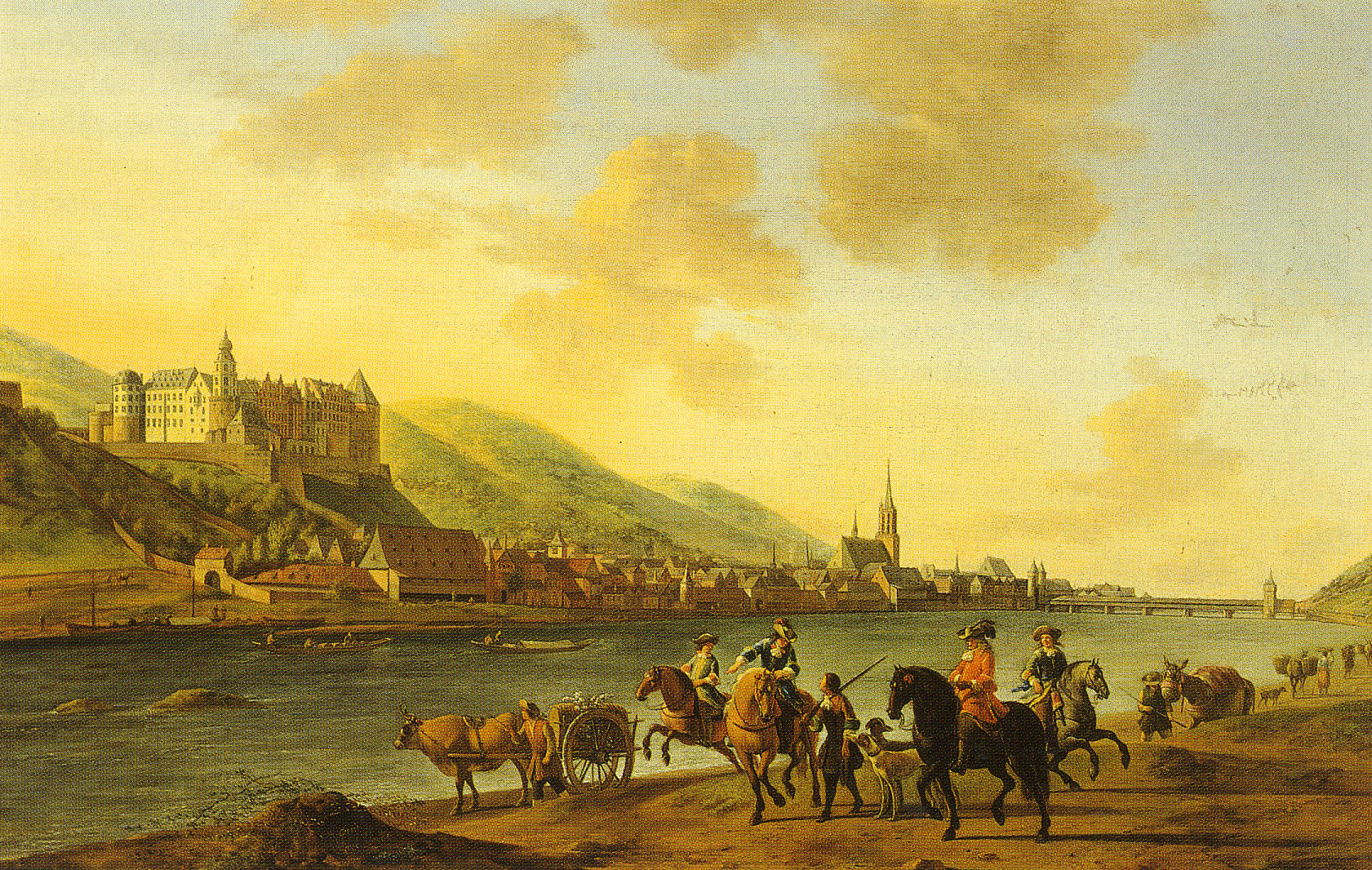
En 1670 par Gerrit Berckheyde
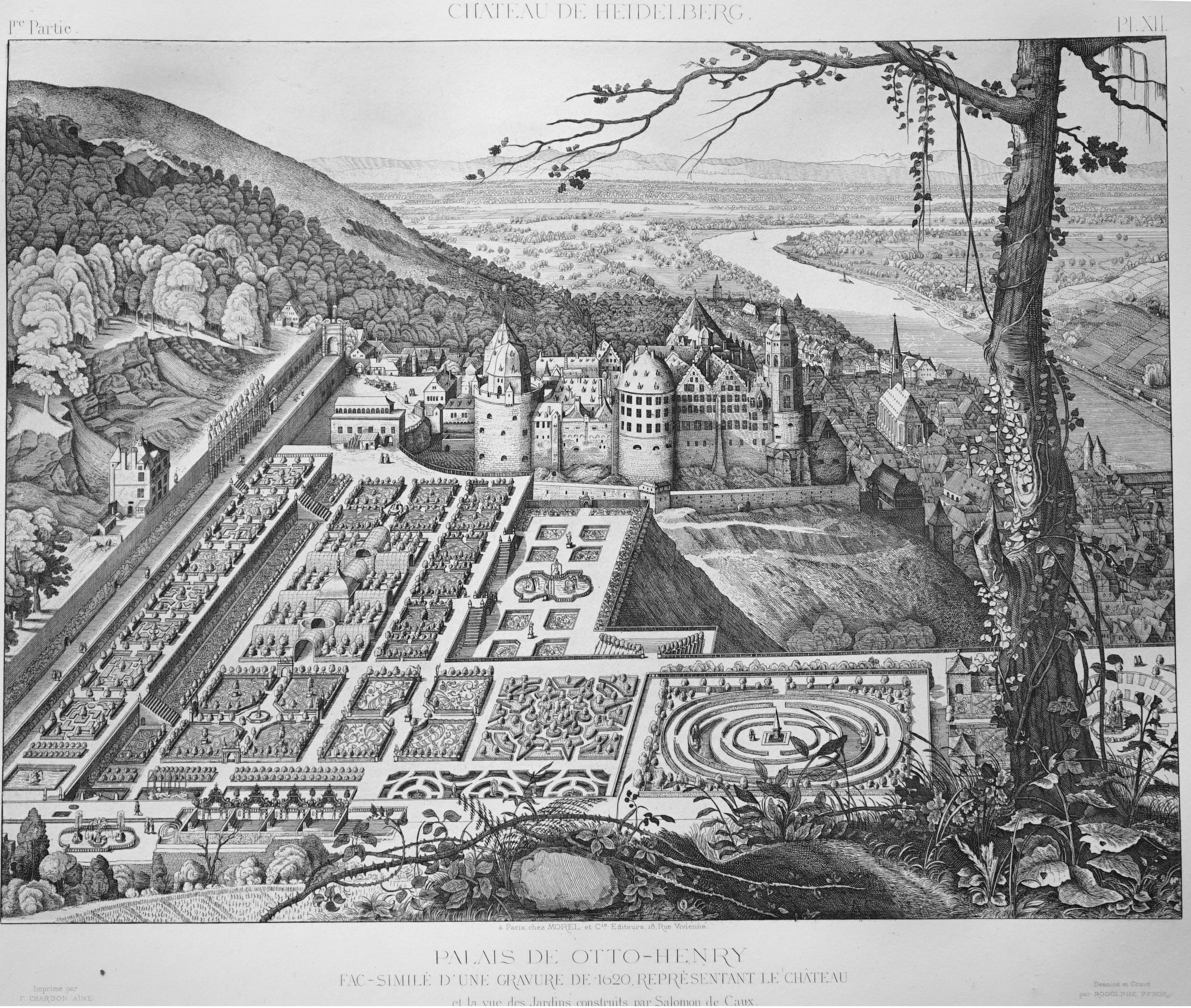
En 1853 par Rudolf Pfnor

## Curiosités

### Le musée de la pharmacie

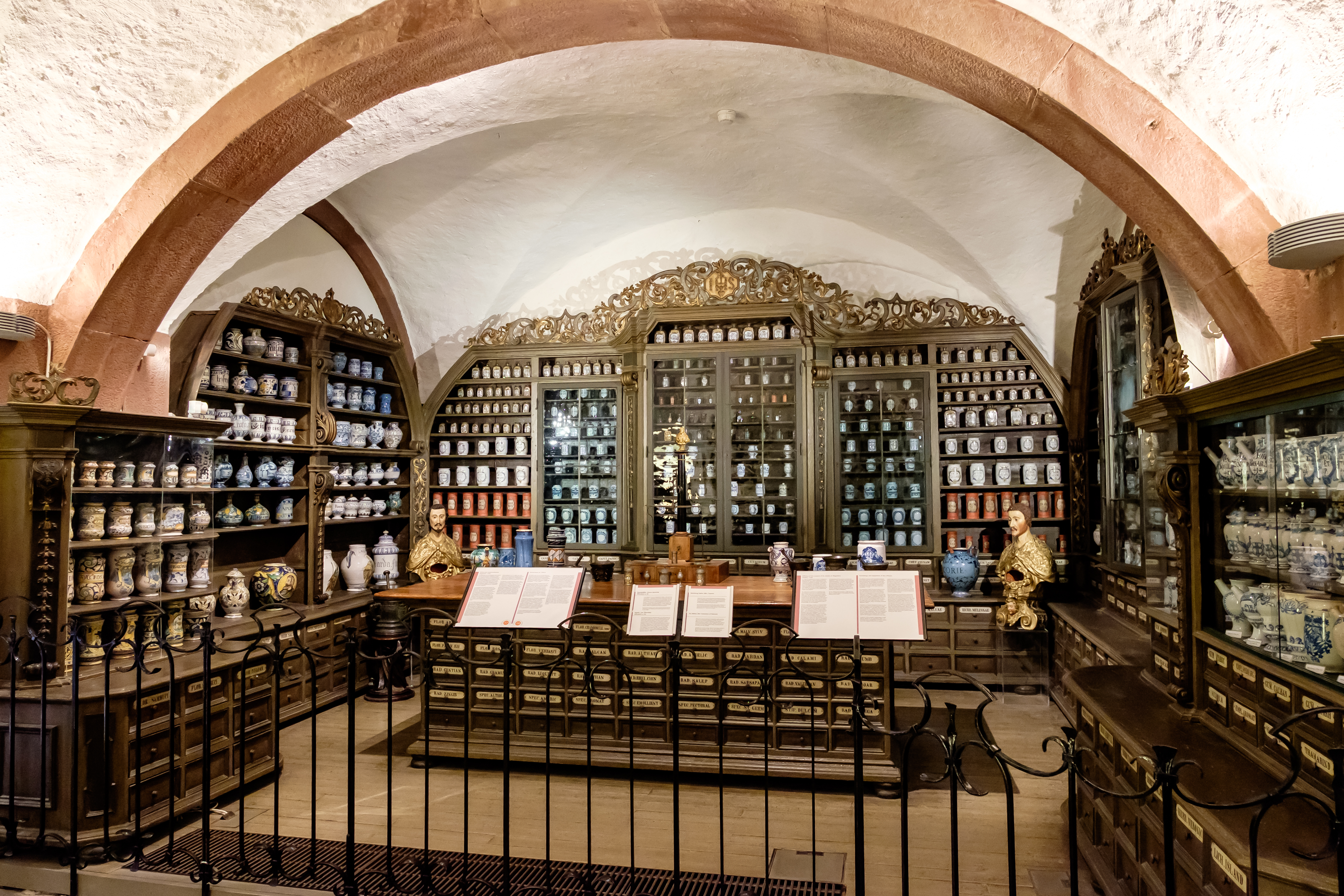
Musée de la pharmacie.

La société de pharmacie allemande a créé, dans l'un des bâtiments, un musée entièrement consacré à la pharmacie. Quantité de fioles et flacons aux contenus très divers sont disposés sur de magnifiques comptoirs d'apothicaire. Le laboratoire, au sous-sol, abrite quelques machines utilisées en officine : alambic, presse pour la préparation de pommades, machine à remplir les tubes de crème, ainsi que de nombreux articles de verrerie.

### Le grand tonneau

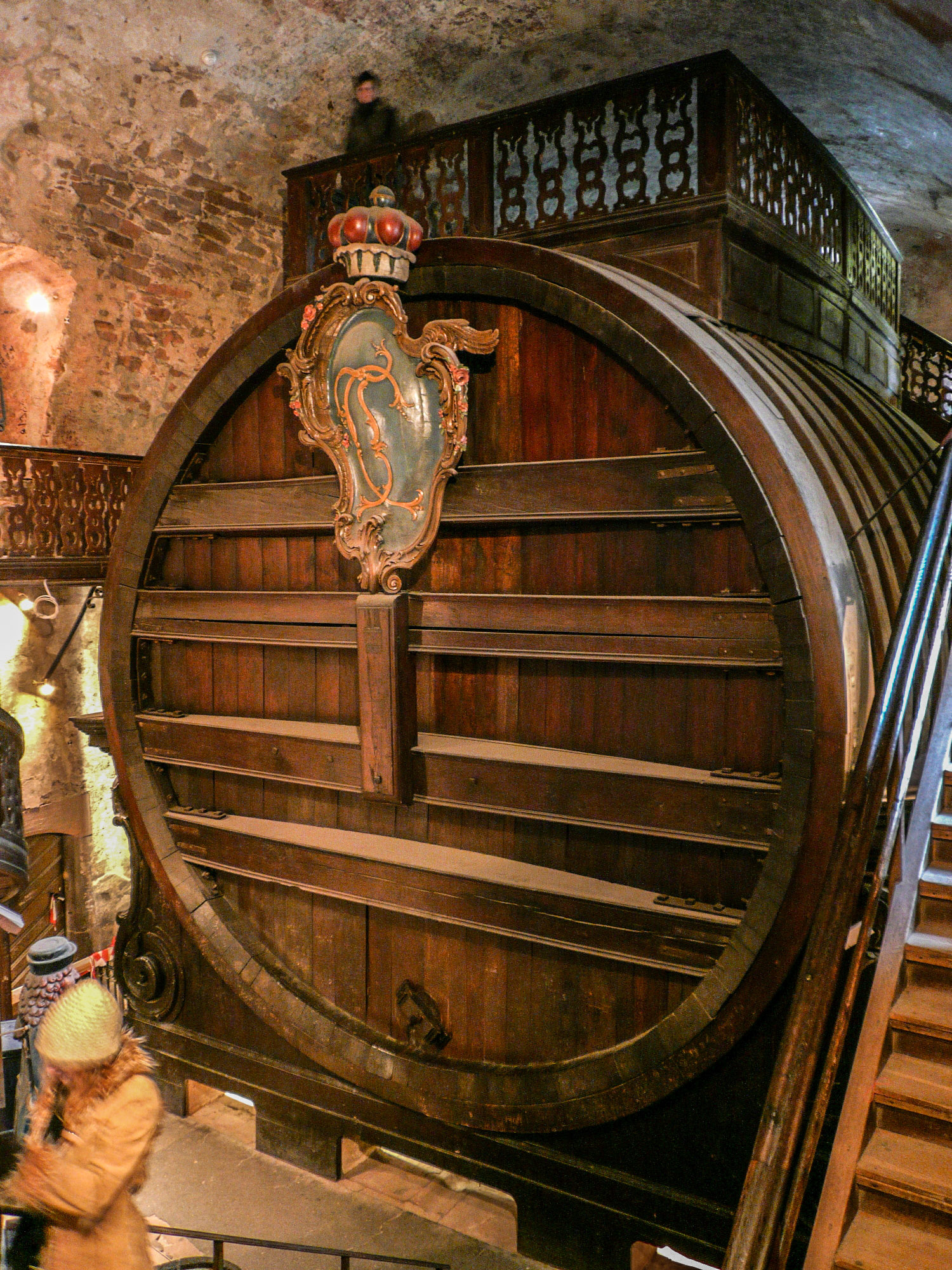
Le grand tonneau dans la cave du château.

Le château est connu aussi pour son grand tonneau, le Großes Fass, dont la contenance est de 228 000 litres. Il n'aurait été utilisé qu'à trois reprises. Le grand tonneau fut installé sous Charles Théodore à la fin du XVIIIe siècle. Une pompe permettait de tirer du vin à partir de la salle royale. Cette Pompe était en plomb. La cours du château consommait d'énormes quantités de vin quotidiennement. Cette association vin/plomb était très souvent mortelle. L'estrade surmontant le tonneau pouvait aussi bien servir à la dégustation qu'à la danse.

### La Tour rompue

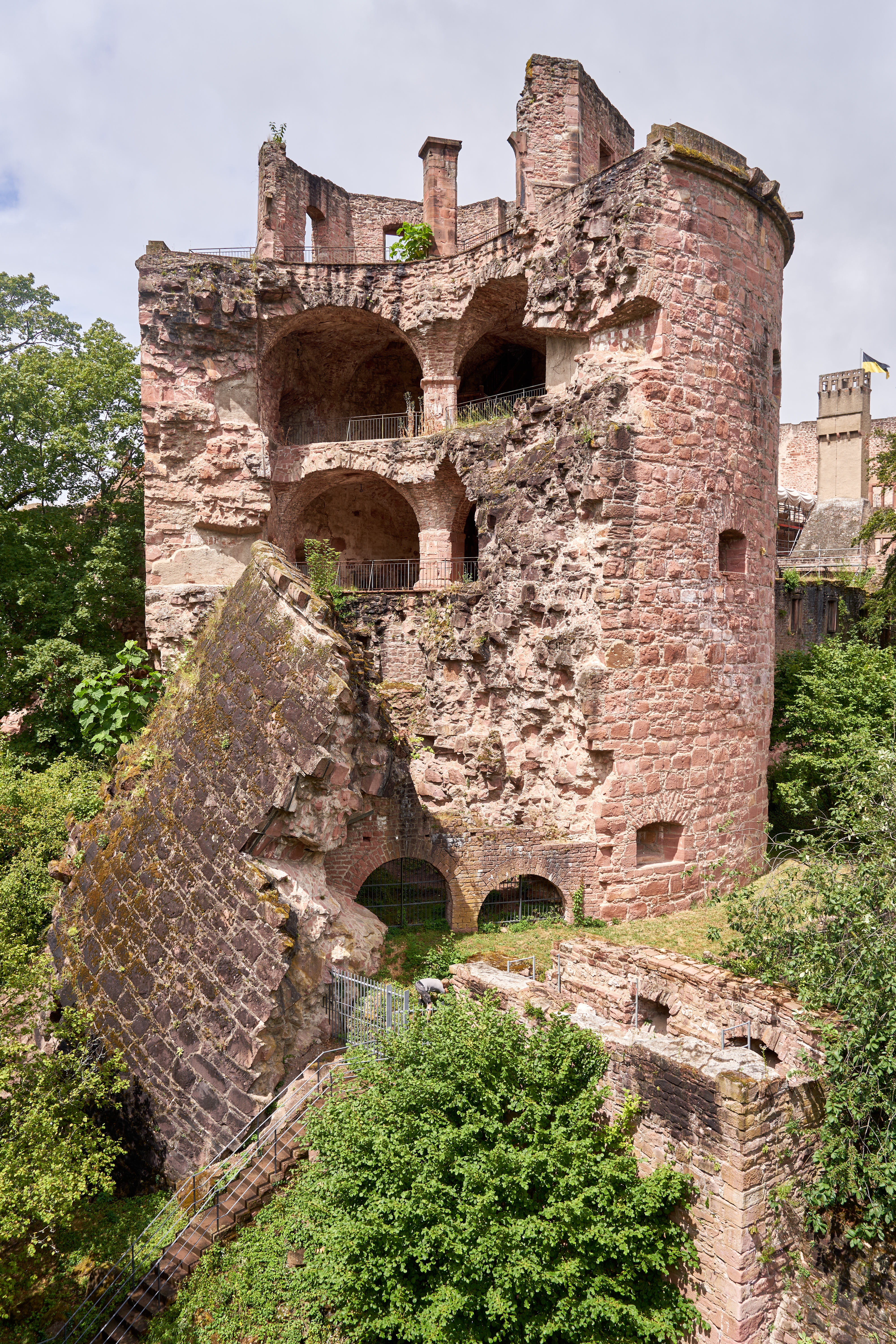
La tour rompue.

La tour dite rompue (en allemand : Gesprengter Turm, Krautturm ou Pulverturm) se trouve au sud du château.
Elle est ainsi nommée parce qu'elle est, à proprement parler, brisée en deux morceaux. Le sac du Palatinat, décrété par Louvois et Louis XIV pour empêcher tout retournement des pays rhénans contre la France, a durement affecté Heidelberg. Il n'y a pas eu de combat autour du château : les sapeurs de l'armée de Louis XIV ont posé des charges explosives en des endroits bien choisis de la tour et les ont ensuite toutes fait exploser en même temps, ce qui a coupé en deux l'énorme tour. On trouve encore aujourd'hui un pan du mur (mesurant environ 10 x 10 m, épais d'environ 6 m) tombé au pied de la tour.
Victor Hugo a comparé la tour à un crâne humain, y voyant comme des orbites et une cavité nasale.